# Ramón Ibars Monsell

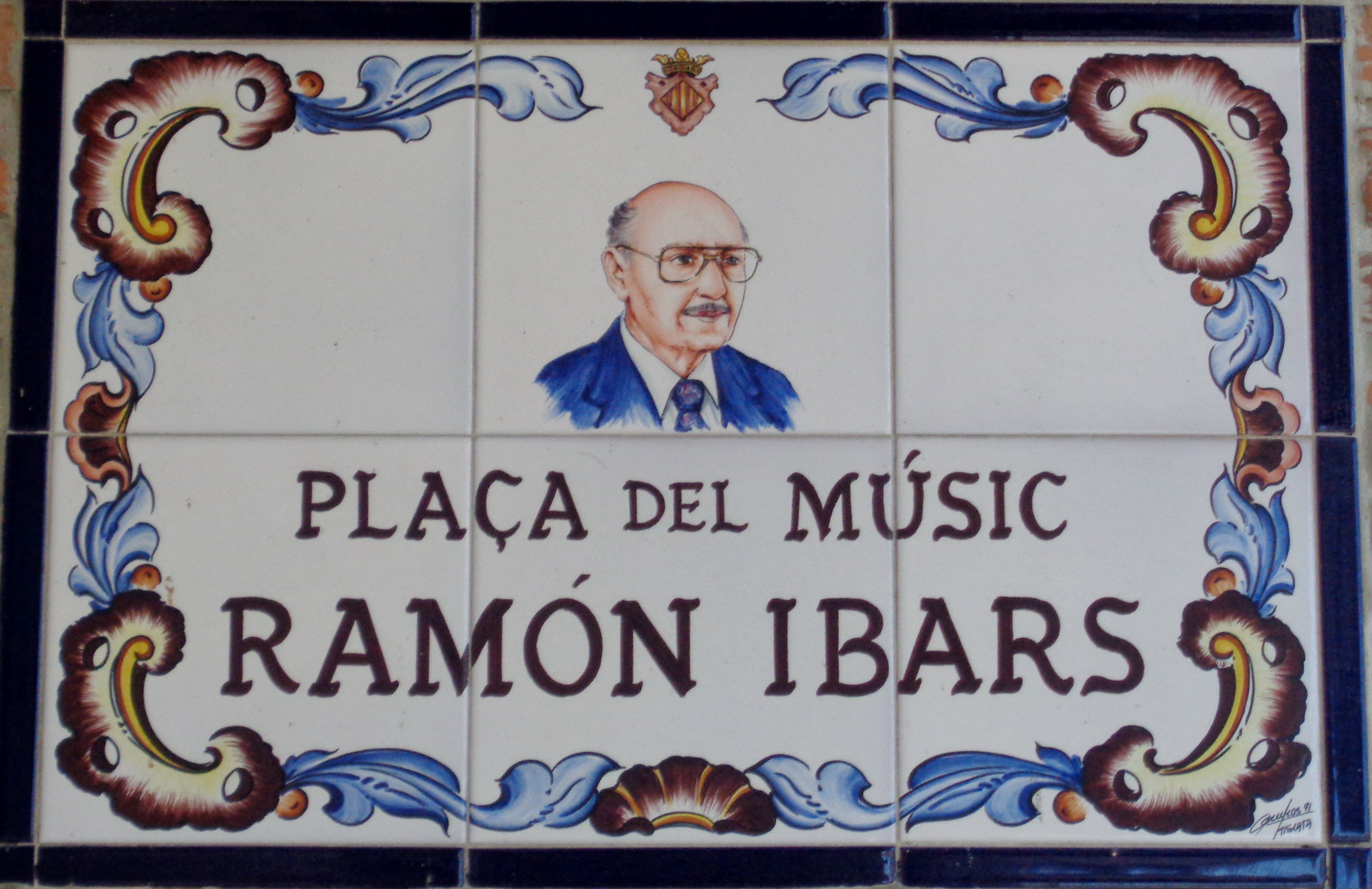
Rótulo de la plaza del músico Ramón Ibars

Ramón Ibars Monsell (Burjasot, Valencia; 24 de octubre de 1909-2003) fue un músico español.
A los 12 años comienza sus estudios de solfeo con D. Francisco Carsí se adentra en el aprendizaje de los instrumentos de pulso y púa, pasando a formar parte de la Rondalla de la Sociedad Coral del Micalet.
Sigue los estudios de solfeo y de violín con el maestro de la escuela municipal de música, Alejandro Peris. Más adelante Piano y Armonía con los profesores del Conservatorio de Valencia, Juan Cortés y Pedro Sosa.
A los 17 años compuso su primera obra «Blanca Barraca», editada en Valencia.
Posteriormente amplía sus estudios de Contrapunto y Fuga en Madrid, con el director de la Banda del Cuerpo de Alabarderos del Rey, D. Emilio Vega.
Funda y dirige una Orquesta de Cámara en su pueblo natal, que se disuelve en julio de 1936.
Viaja y actúa en los principales países de Europa, Asia y África con orquestas semiclásicas y de Jazz y también con su propio conjunto músico-vocal, interpretando el violín, piano, saxofón, clarinete y contrabajo.
Ha pertenecido como violinista a la Orquesta de Cámara de Valencia, la cual ha estrenado la mayor parte de sus músicas para concierto. Algunas de dichas composiciones han sido interpretadas por la Orquesta de Conciertos de Teherán (Irán) y Turquía, así como por la Orquesta de Conservatorio Superior de Música del Liceo de Barcelona, bajo la dirección del Maestro Luis Ximénez Caballero.
Ha realizado varias transcripciones para Orquesta de Arco.
Algunas de sus composiciones de música ligera han sido grabadas en disco en París, Madrid y Barcelona.
Figura como autor desde el año 1927 en la antigua Sociedad de Autores de España, y como miembro numerario de la actual Sociedad General de Autores de España forma parte de la Comisión de Inspección y Comprobación de Programas en la Delegación de Valencia hasta la fecha de su jubilación.
Compone el Himno de Mislata (Valencia), siendo distinguido por el Ayuntamiento con varios homenajes, dedicándole una céntrica plaza a su nombre.
Posteriormente el APA del Instituto de Bachillerato de Mislata (Valencia) formó una Coral que lleva el nombre de Ramón Ibars.
Pertenece a la Asociación de Compositores Sinfónicos Comunidad Valenciana (COSICOVA).